# Eupithecia absinthiata
Eupitecia absinthiata es una especie de polilla de la familia Geometridae. La especie fue descrita por primera vez por Carl Alexander Clerck en 1759 y se puede encontrar distribuido en el paleartico de América del Norte. E. absinthiata es una especie considerada politípica.

## Descripción
La envergadura es de 21 a 23 milímetros (0,8 a 0,9 plg) y el color básico de todas las alas varía del gris claro al gris pardo. Las alas anteriores son de color marrón cálido con dos manchas negras a lo largo del borde del ala así también destaca claramente una mancha discoidea negra que completa un triángulo distintivo de esta especie. Hay una línea ondulada pálida y estrecha cerca del borde que se divide en puntos blancos y termina en una pequeña mancha blanquecina cerca de la esquina posterior del ala (el tornus), aunque no es tan prominente como en la especie que es similar a la E. absinthiata, E. assimilata. Las alas traseras son amplias y largas de color marrón grisáceo pero no tan oscura como en Eupithecia obscura (distribuida en Kassimov, Rusia Central) y el ala anterior se describe como de color sepia. Los flecos de todas las alas carecen de manchas.
Por sus similitudes, Eupithecia absinthiata requiere el examen de una preparación genital para una identificación segura, en vista de varias especies muy similares, en particular Eupithecia assimilata y Eupithecia expallidata.

### Oruga

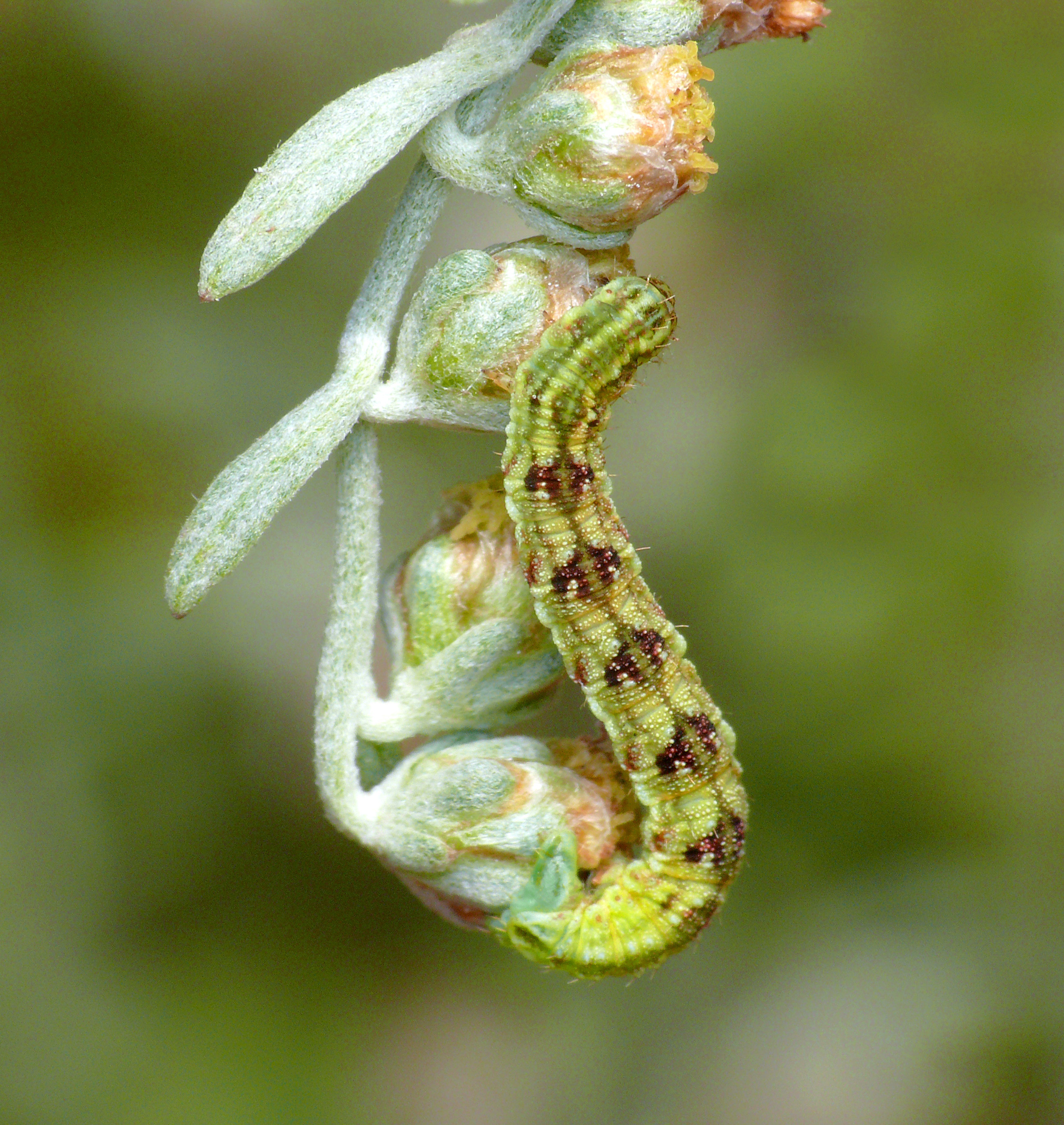
Estado larvario sobre brotes de Artemisia absinthium.

Las orugas adultas son lisas y alargadas. Se adaptan al color básico de la planta alimenticia respectiva y, en consecuencia, son de color verdoso, crema o marrón y, por lo general, muestran un patrón de diamante de color marrón rojizo en el dorso. A veces también aparecen ejemplares de color verde claro, casi monótonos. La pupa es de color marrón amarillento y está provista de vainas alares verdosas.
Estas larvas se alimentan de las flores de artemisa (que a veces se le conoce como "ajenjo común" y a la polilla se le llama polilla del ajenjo), pero también utiliza todo tipo de plantas herbáceas como plantas hospedantes, alimentandoese de las flores de una gran variedad de plantas, incluyendo las flores de aster dorado (Galatella linosyris). La especie pasa el invierno como pupa hibernando bajo hojas muertas y tierra suelta.
Algunas de las plantas comúnmente usadas como fuente de aliento de la larva incluyen:
- Achillea
- Aconitum
- Artemisia
- Aster
- Calluna
- Cirsium – Cirsium arvense
- Erica
- Eupatorium
- Galium
- Knautia
- Pimpinella
- Senecio[10]
- Solidago
- Tanacetum
- Tripleurospermum
- Trifolium
- Umbelliferae

## Distribución

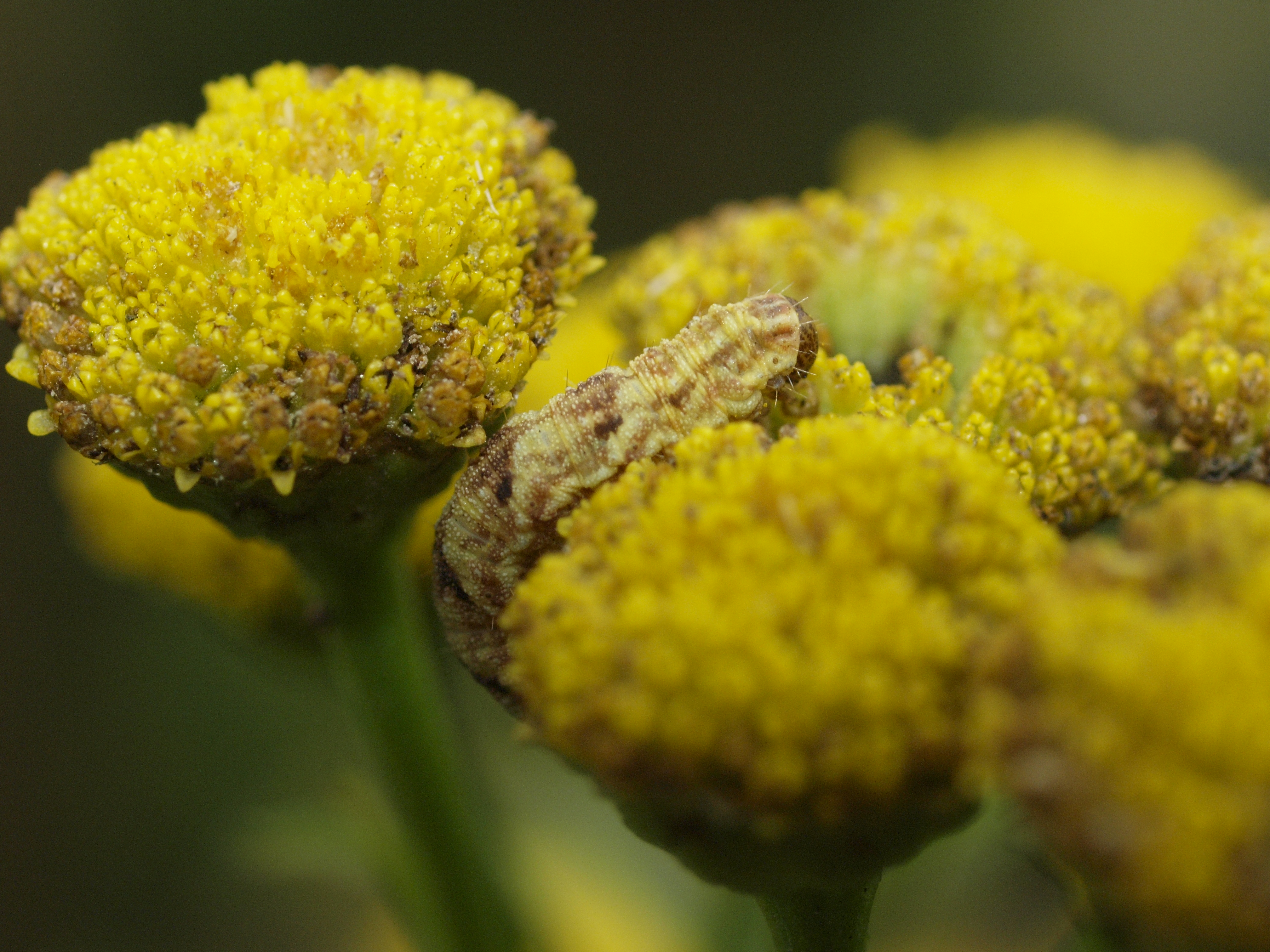
E. absinthiata sobre Tanacetum vulgare en Dinamarca.

La especie se distribuye por toda Europa, incluidas las islas británicas, y en gran parte de Asia hasta Japón. También ocurre con frecuencia en América del Norte.
La polilla E. absinthiata se encuentra en todas las áreas naturales principales, a veces en todos los hábitats y también en grandes espacios urbanos. En los Alpes del Sur se puede encontrar a elevaciones de hasta 1600 metros (5249,3 pies) de altitud.

## Ciclo de vida
Estas polillas son crepusculares y nocturnas y alcanzan su momento máximo de vuelo en los meses de julio y agosto (dependiendo del hábitat, junio a septiembre). Sin embargo, dependiendo del desarrollo floral de la respectiva planta alimenticia de la oruga, también se han encontrado diferentes tiempos de vuelo. Les gusta visitar fuentes de luz artificial en pequeños grupos. Las orugas, que viven en septiembre y octubre, se alimentan polífagamente de hojas, flores y frutos de una variedad de plantas diferentes. La especie pasa el invierno en estado de pupa.